# Химич, Николай Иванович
Никола́й Ива́нович Хи́мич (1881—1967) — полковник Генерального штаба Русской армии (1917), герой Первой мировой войны, Георгиевский кавалер (1916). Участник Белого движения на Юге Советской России, генерал-майор (1920).

## Биография
Из мещан города Золотоноша Полтавской губернии. Православного вероисповедания.
Общее образование получил в Новоград-Волынском двухклассном городском училище.
3-го марта 1900 года вступил в службу рядовым на правах вольноопределяющегося 2-го разряда.
В апреле 1905 года окончил Чугуевское пехотное юнкерское училище (по 1-му разряду) и был произведен из фельдфебелей в подпоручики (со старшинством с 09.08.1904) с назначением на службу в 19-й пехотный Костромской полк (г. Житомир).
Участник русско-японской войны. 
К концу 1904 года 19-й пехотный Костромской полк был отмобилизован и передислоцирован из Житомира в Маньчжурию, на театр военных действий, но в сражениях не участвовал. Не участвовал в сражениях и подпоручик Химич, прибывший в полк, на театр военных действий, в мае 1905 года.
10 октября 1908 года произведен в поручики; младший офицер.
В 1912 году окончил Императорскую Николаевскую академию Генерального штаба (окончил по 1-му разряду курс 2-х основных классов и дополнительный класс).
20 мая 1912 года переведен в 168-й пехотный Миргородский полк (г. Киев), а 15 ноября того же года произведен в штабс-капитаны. Был причислен к Генеральному штабу.
С октября 1913 года прикомандирован на один год к 19-му пехотному Костромскому полку (г. Житомир) для ценза по командованию ротой; с 21.10.1913 — командующий 14-й ротой.
На 1914 год — женат; имел сына Игоря (род. 1914 — ум. 27.04.1928, Франция).
Участник Первой мировой войны. 
С началом войны переведен в кадры Генерального штаба. С августа 1914 года — старший адъютант штаба 58-й пехотной дивизии. 16 ноября 1914 года произведен в капитаны (со старшинством с 09.08.1914).
19 января 1915 года назначен обер-офицером для поручений при штабе 28-го армейского корпуса, 7-го июля того же года — в распоряжение начальника Генерального штаба, 1-го октября — старшим адъютантом штаба 108-й пехотной дивизии, а 24 декабря 1915 года — исправляющим должность штаб-офицера для поручений при штабе 23-го армейского корпуса.
10 апреля 1916 года назначен и. д. помощника старшего адъютанта оперативного отделения генерал-квартирмейстера штаба 6-й армии, а 15 августа того же года произведен в подполковники с утверждением в должности.
В 1917 году был назначен и. д. начальника штаба 167-й пехотной дивизии, а 15 августа того же года произведен в полковники Генштаба (со старшинством с 06.12.1916); 3-го сентября 1917 года отчислен от должности с назначением в резерв чинов при штабе Киевского военного округа.
Со 2-го апреля 1918 года служил в украинской армии генерала Скоропадского. На 21 ноября 1918 года — полковник, штаб-офицер для связи с германскими властями в Таврии (г. Мелитополь).
В конце 1918 года перешёл на службу в Добровольческую армию. Был начальником штаба 1-й Терской казачьей дивизии, к 15 июня 1919 года был командирован в распоряжение генерал-квартирмейстера штаба Кавказской армии. Был тяжело ранен 15 августа 1919 года. Летом 1920 года вернулся в Крым, в Терскую дивизию. Участвовал в боях в Северной Таврии. Произведен в генерал-майоры.
С 1921 года — в эмиграции в Югославии, с 1924 года — во Франции. Долгое время был начальником подотдела РОВС в Лионе. Выпустил на французском языке книгу о русской армии.
Скончался в 1967 году в Витре-сюр-Манс. Похоронен на кладбище города Гре.

## Награды
- Орден Святого Станислава 3-й ст. «за отлично-усердную службу и труды, понесенные во время военных действий» (ВП от 11.03.1907)
- Тёмно-бронзовая медаль «В память русско-японской войны» (1907)
- Орден Святой Анны 3-й ст. (ВП от 19.05.1912)
- Светло-бронзовая медаль «В память 100-летия Отечественной войны 1812» (1912)
- Светло-бронзовая медаль «В память 300-летия царствования дома Романовых» (1913)
- Орден Святой Анны 2-й ст. с мечами (ВП от 24.01.1915)
- Орден Святой Анны 4-й ст. с надписью «За храбрость» (ВП от 15.06.1915)
- Орден Святого Владимира 4-й ст. с мечами и бантом (ВП от 25.06.1915)
- Орден Святого Георгия 4-й ст. (ВП от 29.11.1916), —

«… за то, что, состоя в чине штабс-капитана старшим адъютантом штаба 58-й пехотной дивизии: 
1) 13-го августа 1914 года, во встречном бою с австрийцами у д. Майдан Гологурский, при потере войсками авангарда рощи, за которой непосредственно располагалось 24 орудия нашей артиллерии, по собственному почину, под ураганным огнём, презрев явную опасность, бросился с двумя подошедшими ротами, выбил штыковым ударом противника, закрепил рощу, устроил войска и этим предотвратил потерю 24-х орудий; 
2) в том же бою, руководя войсками на одном из участков 231-го пехотного Дрогичинского полка, личной разведкой, под беспрерывным огнём пехоты и артиллерии, выяснил глубокий обход правого фланга дивизии силами противника более двух батальонов. По собственному почину лично повёл в атаку последний резерв дивизии — батальон 229-го пехотного Сквирского полка и, после штыкового лесного боя в течение более трёх часов, разбил обходящие части и тем принудил противника к отступлению по всему фронту дивизии, чем обеспечил победу; 
3) 16-го августа 1914 года, у д. Сивороги, под сильным артиллерийским огнём лично установил потерянную с дивизией связь одного из полков, ориентировал командующего полком в обстановке, передал задачу, и тем содействовал успеху полка; 
и 4) 17-го августа 1914 года, в бою у Лагодова, находясь на горе Сиемне, под сильным артиллерийским и пулемётным огнём, обнаружив наступление австрийцев на указанную гору, пренебрегая явной опасностью для жизни, будучи ранен, он не прерывал наблюдений и, оставаясь на месте, направил для занятия горы две ближайшие роты и, донеся начальнику дивизии о необходимости выдвижения резервов, чем способствовал успешному наступлению дивизии и поражению противника.» 
- старшинство в чине подполковника — с 15 августа 1914 года (ПАФ от 30.07.1917)